# Чемпионат Европы по подводному ориентированию 2010
22-й чемпионат Европы по подводному ориентированию проводился в городе Либерец (Чехия) с 28 августа по 5 сентября 2010 года.

## Участники
Участие в чемпионате приняли спортсмены из следующих стран: Чехия, Хорватия, Франция, Венгрия, Россия, Эстония, Германия, Сербия, Украина, Казахстан.

## Медалисты

### Мужчины
| Дисциплина        | Золото                                     | Золото | Серебро                            | Серебро | Бронза                                           | Бронза |
| ----------------- | ------------------------------------------ | ------ | ---------------------------------- | ------- | ------------------------------------------------ | ------ |
| Ориентиры 5 точек | Петер Балаж · Венгрия                      | 2640   | Александр Золотов · Украина        | 2630    | Мартон Меде · Венгрия                            | 2595   |
| Параллель         | Петер Балаж · Венгрия                      | 1:46   | Александр Золотов · Украина        | 1:49    | Валерий Волгин · Казахстан                       | 1:50   |
| Параллель         | Даниэль Зоннекальб · Ян Цеггель · Германия | 4656   | Петер Балаж · Дежо Ласло · Венгрия | 4564    | Валерий Волгин · Александр Пономарёв · Казахстан | 4536   |

### Женщины
| Дисциплина        | Золото                                   | Золото | Серебро                                       | Серебро | Бронза                                          | Бронза |
| ----------------- | ---------------------------------------- | ------ | --------------------------------------------- | ------- | ----------------------------------------------- | ------ |
| Ориентиры 5 точек | Елена Минская · Россия                   | 2375   | Зузана Штепанкова · Чехия                     | 2351    | Светлана Вяткина · Россия                       | 2311   |
| Параллель         | Зузана Штепанкова · Чехия                | 1:57   | Зузана Дворжакова · Чехия                     | 1:58    | Ольга Талдонова · Россия                        | 2:01   |
| Карта             | Паскаль Шведерле · Флоренц Плётц · Чехия | 3952   | Зузана Дворжакова · Зузана Штепанкова · Чехия | 3920    | Алёна Ямпольская · Екатерина Сеничкина · Россия | 3716   |